# Ridgemark
Ridgemark est une census-designated place du comté de San Benito, dans l'État de Californie, aux États-Unis,. En 2020, elle compte une population de 3 212 habitants.